# Adnan Gušo
Adnan Gušo (Sarajevo, 30 novembre 1975) è un ex calciatore bosniaco.

## Palmarès

### Club

#### Competizioni nazionali
- Campionato bosniaco: 5

Željezničar: 1997-1998, 2000-2001, 2001-200, 2011-2012, 2012-2013
- Coppa di Bosnia: 2

Željezničar: 2000-2001, 2011-2012